# Linyphia confinis
Linyphia confinis är en spindelart som beskrevs av O. Pickard-Cambridge 1902. Linyphia confinis ingår i släktet Linyphia och familjen täckvävarspindlar.
Artens utbredningsområde är Guatemala. Inga underarter finns listade i Catalogue of Life.